# Boston Symphony Hall

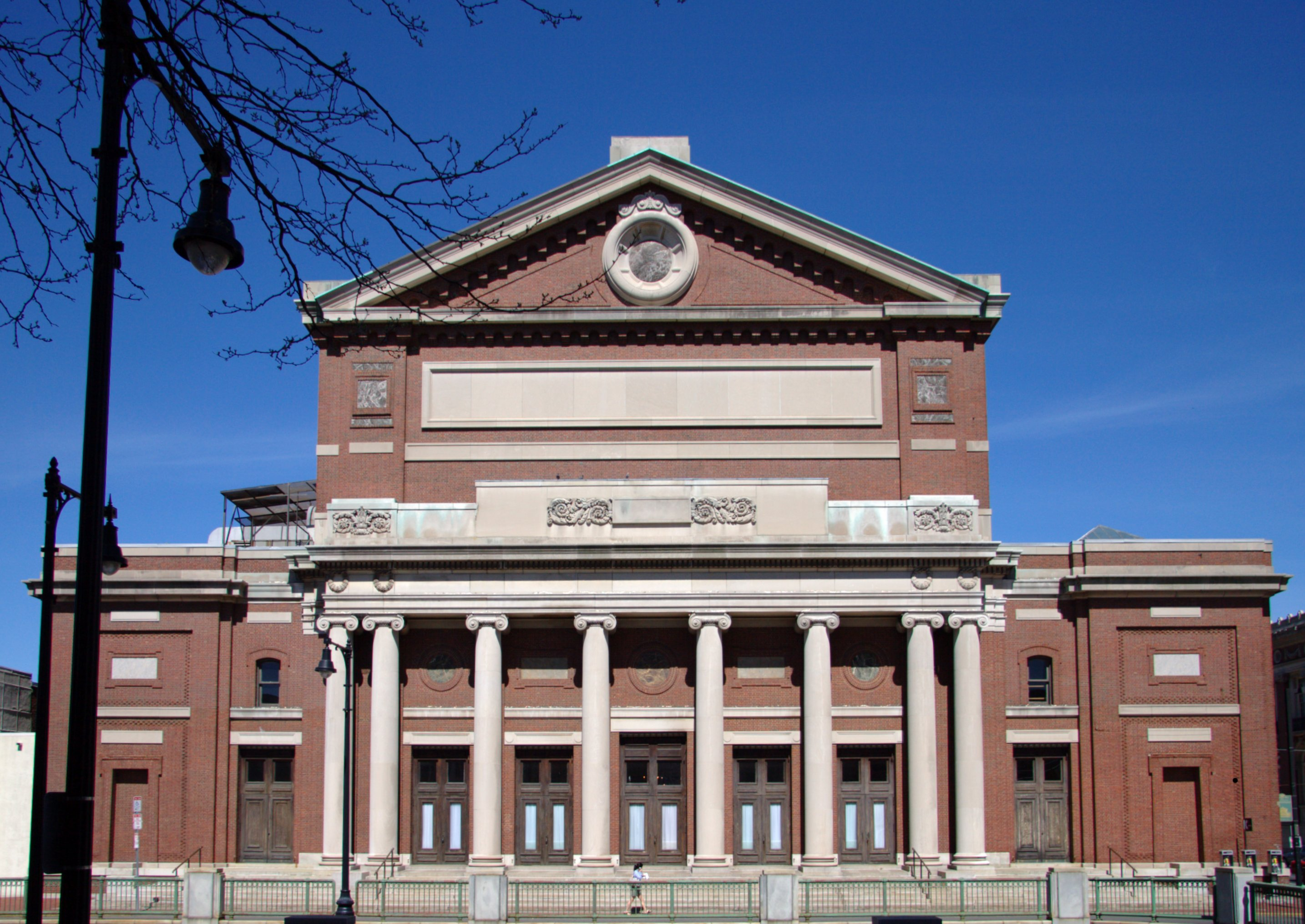
De zuidzijde van het gebouw

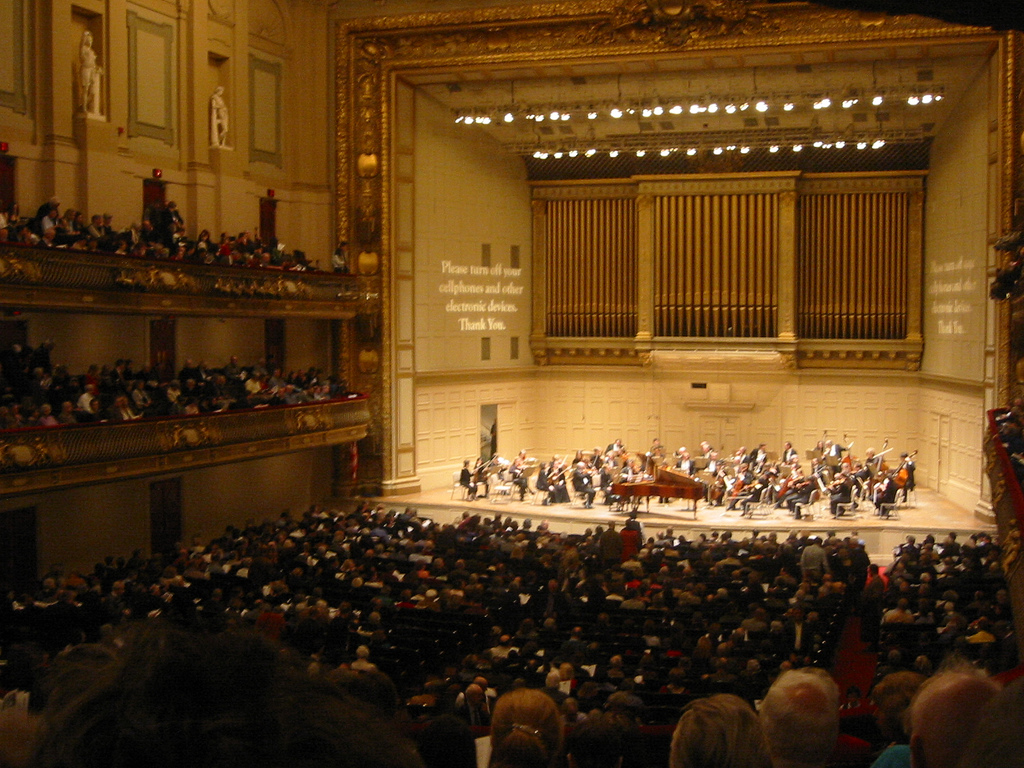
Interieur

De Boston Symphony Hall is een concertzaal voor klassieke muziek in Boston. Dit gebouw uit 1900 is de thuisbasis van het Boston Symphony Orchestra en staat bekend om de uitstekende akoestiek. Boston Symphony Hall wordt met de Grote Zaal van het Concertgebouw te Amsterdam en de Goldener Saal van de Wiener Musikverein tot 's werelds beste concertzalen voor klassieke muziek gerekend.
Tot 1900 speelde het Boston Symphony Orchestra in de Old Boston Music Hall. Toen deze ruimte minder geschikt dreigde te worden, besloot men een nieuwe concertzaal te bouwen. Voor het ontwerp van de zaal deed men een beroep op Wallace Clement Sabine. hoogleraar aan de Harvard University, die enige jaren tevoren uitputtend onderzoek had verricht om de akoestiek van de lezingenzaal in het Fogg Art Museum in Boston te verbeteren. Sabine formuleerde op grond van dit onderzoek voor het eerst een formule om de nagalmtijd te berekenen. De akoestische wet die hiervoor geldt, is later naar hem genoemd, de Wet van Sabine. Boston Symphony Hall is zodoende de eerste concertzaal waarvan de vorm mede op grond van wetenschappelijk onderzoek is ontworpen.
Sabine oriënteerde zich verder ook op de afmetingen van het Gewandhaus te Leipzig. Adolf Leonard van Gendt, de architect van het Amsterdamse Concertgebouw (1885), was hem hierin voorgegaan. Boston Symphony Hall meet 32,5 meter van de achterwand tot aan het podium. De breedte bedraagt 22,5 meter en de hoogte 18,6 meter. De vorm van de zaal is daarmee die van een schoenendoos. De nagalmtijd met publiek bedraagt 1,85 seconden, zonder publiek 2,40 seconden.